# ییتکا چوانچارووا
ییتکا چوانچارووا (چکی: Jitka Čvančarová؛ زادهٔ ۲۳ مارس ۱۹۷۸) خواننده و بازیگر اهل جمهوری چک و سفیر حسن نیت یونسکو است. وی تا کنون ۴ مرتبه برندهٔ جایزه تالیا شده است.
از فیلم‌ها یا برنامه‌های تلویزیونی که وی در آن نقش داشته است، می‌توان به پرنده رنگین، سه برادر، ساختمان پزشکان در باغ رز و مردان امیدوار اشاره کرد.